# Liberec (região)
Liberec (tcheco: Liberecký kraj) é uma região da República Tcheca. Sua capital é a cidade de Liberec.

## Distritos
A região de Liberec está dividida em 4 distritos:
|                    |          | \| Nome \| Área km²[1] \| População (31/12/2005)[1] \| \| ------------------ \| ----------- \| ------------------------- \| \| Česká Lípa \| 1 137 \| 106 396 \| \| Jablonec nad Nisou \| 402 \| 88 387 \| \| Liberec \| 925 \| 159 652 \| \| Semily \| 699 \| 74 596 \| |
| Nome               | Área km² | População (31/12/2005) |
| Česká Lípa         | 1 137    | 106 396 |
| Jablonec nad Nisou | 402      | 88 387 |
| Liberec            | 925      | 159 652 |
| Semily             | 699      | 74 596 |

## Principais cidades
| Nome                 | População (31/12/2005) |
| -------------------- | ---------------------- |
| Liberec              | 97 950                 |
| Jablonec nad Nisou   | 44 748                 |
| Česká Lípa           | 38 489                 |
| Turnov               | 14 489                 |
| Nový Bor             | 12 192                 |
| Semily               | 8 924                  |
| Frýdlant v Čechách   | 7 608                  |
| Hrádek nad Nisou     | 7 358                  |
| Tanvald              | 6 966                  |
| Mimoň                | 6 742                  |
| Železný Brod         | 6 409                  |
| Chrastava            | 6 038                  |
| Lomnice nad Popelkou | 5 896                  |
| Jilemnice            | 5 710                  |
| Doksy                | 5 103                  |